# Spikskogskoua
Spikskogskoua (Coua olivaceiceps) är en fågel i familjen gökar inom ordningen gökfåglar.

## Utbredning och systematik
Fågeln återfinns i låglänta områden på sydvästra Madagaskar. Den kategoriserades tidigare som underart till rödhättad koua (Coua ruficeps), men urskiljs sedan 2014 av IUCN och Birdlife International som egen art, sedan 2024 även av IOC.

## Status
Arten har ett stort utbredningsområde och beståndet anses vara stabilt. Internationella naturvårdsunionen IUCN listar den därför som livskraftig (LC).